# 오클랜드 (뉴질랜드)
오클랜드(영어: Auckland, 마오리어: Tāmaki-makau-rau)는 인구 122만 3200명의 뉴질랜드의 최대의 도시로, 북섬 북단에 자리잡고 있다. 오클랜드 반도 기부(基部)의 지협상(地峽狀)에 자리하고 있다. 오클랜드의 마오리 이름은 Tāmaki-makau-rau로, 많은 사람의 사랑을 받는다는 뜻이다. 예로부터 많은 부족이 탐내며 서로 침략했던 지역이기 때문에 이런 이름이 붙여졌다고 한다.
1840년부터 1865년까지 뉴질랜드의 수도였고, 북섬 남단의 웰링턴으로 천도한 현재도 상공업의 중심지이자 뉴질랜드의 관문을 맡고 있다. 공식 이름은 오클랜드 광역권(영어: Auckland metropolitan area)이다. 좋은 항구가 있으며, 오클랜드 국제공항을 통해 사방으로 뻗어 있고, 현 수도인 웰링턴과 철도로 이어져 있다.

## 역사

### 마오리 족의 정착
유럽인들이 도착하기 전에는 원주민인 마오리 족이 살고 있었는 데, 그 인구는 20,000명 이상이었다. 몇몇의 화산 원뿔들이 요새화된 마오리 족 마을들 건설에 목적이 되었는 데, 두개의 항구 사이의 좁은 지협에 자리잡은 마운트 이든(Mount Eden), 마운트 앨버트(Mount Albert), 마운트 웰링턴(Mount Wellington), 원트리힐(One Tree Hill), 마운트 홉슨(Mount Hobson) 등이 그 예이다. 전체의 지협은 18세기 후반에 헬렌스빌 구역에서 온 나티 화투아(Ngati Whatua) 종족이 지배할 때까지 원트리힐 지역으로부터 근거지를 지배한 나 마라마(Nga Marama)의 족장 키위 타마키(Kiwi Tamaki)의 이름을 딴 것이다. 후에 윌리엄 홉슨 총독이 나티 화투아 족들로부터 도시를 구매하였다.

### 유럽인의 정착
1840년 홉슨 총독에 의하여 도시가 설립되었고, 베이오브아일랜드의 러셀로부터 나라의 수도를 옮겼다. 1865년에 북섬 남부의 웰링턴으로 수도를 옮기면서 오클랜드는 그 자치권을 잃었다. 1851년에는 자치 도시로 구성되었고, 1854년에는 첫 의사당이 세워졌으며 1871년에는 도시가 되었다.

## 지리적 특성
하우라키 만이 오클랜드를 감싸고 있으며, 이곳에는 많은 섬들이 있다. 시내에서 가장 가까운 섬 중 하나인 랑이토토 섬은 화산으로 만들어진 화산섬이며, 와이 헤케 섬은 와이너리가 많은 곳으로 유명하다. 이 외에 주요 섬으로는 모투이헤 섬, 카와우 섬, 조류 보호 지역인 티리티리마탕이 섬, 야생의 신비가 있는 그레이트 베리어 섬이 위치하여 있다.
오클랜드 시는 실제적인 오클랜드의 중심이다. 뉴질랜드의 모든 도시는 여러 개의 작은 소도시로 구성되어 있는데(대한민국으로 치면 "구"와 비슷한 개념. 서울 시 내에 종로구가 있는 식), 그 중 주요지역으로는 다운타운이 있는 시내 중심(CBD)를 비롯, 쇼핑 상점이 많은 뉴마켓, 카페와 레스토랑이 많은 폰손비, 역사적인 건물과 고급 레스토랑이 있는 파넬 등이 있다.
오클랜드시에서 하버 브릿지를 통해 연결되는 노스 쇼어 시의 주요 지역으로는 타카푸나, 밀포드, 알바니 등이 있다. 타카푸나는 특히 한국인이 많은 곳 중 하나로, 타카푸나 비치가 있어 전망이 아름답고 비교적 중산층 이상급이 많이 있는 곳이다. 알바니는 최근 개발된 일종의 계획도시로, 큰 쇼핑몰이 있다.

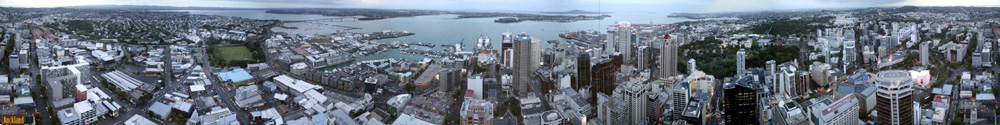
오클랜드 파노라마 사진

## 교육
오클랜드에 있는 주요 학교로는 오클랜드 대학교, 오클랜드 공과대학교, 매시 대학교, 오클랜드 그래머 스쿨 등이 있다.

## 방송
- JTBC 내 친구의 집은 어디인가 뉴질랜드 편 존 라일리의 고향이기도 하다.

## 기후
| 오클랜드 (오클랜드 공항, 1991년~2020년)의 기후 | 오클랜드 (오클랜드 공항, 1991년~2020년)의 기후 | 오클랜드 (오클랜드 공항, 1991년~2020년)의 기후 | 오클랜드 (오클랜드 공항, 1991년~2020년)의 기후 | 오클랜드 (오클랜드 공항, 1991년~2020년)의 기후 | 오클랜드 (오클랜드 공항, 1991년~2020년)의 기후 | 오클랜드 (오클랜드 공항, 1991년~2020년)의 기후 | 오클랜드 (오클랜드 공항, 1991년~2020년)의 기후 | 오클랜드 (오클랜드 공항, 1991년~2020년)의 기후 | 오클랜드 (오클랜드 공항, 1991년~2020년)의 기후 | 오클랜드 (오클랜드 공항, 1991년~2020년)의 기후 | 오클랜드 (오클랜드 공항, 1991년~2020년)의 기후 | 오클랜드 (오클랜드 공항, 1991년~2020년)의 기후 | 오클랜드 (오클랜드 공항, 1991년~2020년)의 기후 |
| 월                                             | 1월                                            | 2월                                            | 3월                                            | 4월                                            | 5월                                            | 6월                                            | 7월                                            | 8월                                            | 9월                                            | 10월                                           | 11월                                           | 12월                                           | 연간                                           |
| ---------------------------------------------- | ---------------------------------------------- | ---------------------------------------------- | ---------------------------------------------- | ---------------------------------------------- | ---------------------------------------------- | ---------------------------------------------- | ---------------------------------------------- | ---------------------------------------------- | ---------------------------------------------- | ---------------------------------------------- | ---------------------------------------------- | ---------------------------------------------- | ---------------------------------------------- |
| 역대 최고 기온 °C (°F)                         | 30.0 (86.0)                                    | 30.5 (86.9)                                    | 29.8 (85.6)                                    | 26.5 (79.7)                                    | 24.6 (76.3)                                    | 23.8 (74.8)                                    | 19.6 (67.3)                                    | 21.0 (69.8)                                    | 23.0 (73.4)                                    | 23.6 (74.5)                                    | 25.9 (78.6)                                    | 28.3 (82.9)                                    | 30.5 (86.9)                                    |
| 일평균 최고 기온 °C (°F)                       | 23.9 (75.0)                                    | 24.4 (75.9)                                    | 22.9 (73.2)                                    | 20.4 (68.7)                                    | 17.7 (63.9)                                    | 15.5 (59.9)                                    | 14.6 (58.3)                                    | 15.2 (59.4)                                    | 16.5 (61.7)                                    | 17.9 (64.2)                                    | 19.6 (67.3)                                    | 22.0 (71.6)                                    | 19.2 (66.6)                                    |
| 일일 평균 기온 °C (°F)                         | 20.0 (68.0)                                    | 20.5 (68.9)                                    | 18.9 (66.0)                                    | 16.6 (61.9)                                    | 14.2 (57.6)                                    | 12.1 (53.8)                                    | 11.2 (52.2)                                    | 11.7 (53.1)                                    | 13.1 (55.6)                                    | 14.6 (58.3)                                    | 16.2 (61.2)                                    | 18.5 (65.3)                                    | 15.6 (60.1)                                    |
| 일평균 최저 기온 °C (°F)                       | 16.1 (61.0)                                    | 16.6 (61.9)                                    | 14.9 (58.8)                                    | 12.8 (55.0)                                    | 10.8 (51.4)                                    | 8.7 (47.7)                                     | 7.7 (45.9)                                     | 8.3 (46.9)                                     | 9.7 (49.5)                                     | 11.3 (52.3)                                    | 12.8 (55.0)                                    | 15.0 (59.0)                                    | 12.1 (53.8)                                    |
| 역대 최저 기온 °C (°F)                         | 5.6 (42.1)                                     | 8.7 (47.7)                                     | 6.6 (43.9)                                     | 3.9 (39.0)                                     | 0.9 (33.6)                                     | −1.1 (30.0)                                    | −3.9 (25.0)                                    | −1.7 (28.9)                                    | 1.7 (35.1)                                     | −0.6 (30.9)                                    | 4.4 (39.9)                                     | 7.0 (44.6)                                     | −3.9 (25.0)                                    |
| 평균 강우량 mm (인치)                          | 58.1 (2.29)                                    | 63.1 (2.48)                                    | 75.0 (2.95)                                    | 87.1 (3.43)                                    | 119.8 (4.72)                                   | 119.4 (4.70)                                   | 136.9 (5.39)                                   | 117.2 (4.61)                                   | 100.1 (3.94)                                   | 91.6 (3.61)                                    | 68.9 (2.71)                                    | 81.7 (3.22)                                    | 1,118.9 (44.05)                                |
| 평균 강우일수 (≥ 1.0 mm)                       | 6.8                                            | 6.5                                            | 7.7                                            | 9.6                                            | 13.0                                           | 14.3                                           | 15.2                                           | 14.7                                           | 12.5                                           | 11.5                                           | 9.3                                            | 9.0                                            | 130.1                                          |
| 평균 상대 습도 (%)                             | 76.8                                           | 80.1                                           | 82.1                                           | 83.1                                           | 86.5                                           | 87.7                                           | 87.7                                           | 85.0                                           | 80.7                                           | 79.7                                           | 76.1                                           | 76.6                                           | 81.8                                           |
| 평균 월간 일조시간                             | 240.3                                          | 203.4                                          | 200.8                                          | 169.3                                          | 149.1                                          | 126.1                                          | 133.9                                          | 153.7                                          | 159.0                                          | 180.5                                          | 203.8                                          | 201.9                                          | 2,121.8                                        |
| 출처 1: 뉴질랜드 국립수자원대기연구소          |                                                |                                                |                                                |                                                |                                                |                                                |                                                |                                                |                                                |                                                |                                                |                                                |                                                |
| 출처 2: 뉴질랜드 기상청                        |                                                |                                                |                                                |                                                |                                                |                                                |                                                |                                                |                                                |                                                |                                                |                                                |                                                |

## 인구
| 연도            | 인구      | ±%     |
| --------------- | --------- | ------ |
| 1951            | 263,370   | —      |
| 1961            | 381,063   | +44.7% |
| 1971            | 548,293   | +43.9% |
| 1981            | 742,786   | +35.5% |
| 1991            | 816,927   | +10.0% |
| 2001            | 991,809   | +21.4% |
| 2006            | 1,074,453 | +8.3%  |
| 출처: NZ Census |           |        |

## 같이 보기
- 오클랜드 시
- 오클랜드 지방